# كلية أميرست
كلية أميرسْت (بالإنجليزية: Amherst College)‏ هي جامعة خاصة للفنون المتحررة تقع في مدينة أميرست بولاية ماساتشوستس الأميركية. أنشئت عام 1821 في محاولة لنقل كلية ويليامز من قبل رئيسها زافنايا سويفت موور، وهي ثالث أقدم معهد للتعليمي العالي في ماساتشوستس وإحد أرقى وأفضل المؤسسات التعليمية في الولايات المتحدة الأمريكية. المعهد سميت للمدينة التي هي سميت لجيفري أمهيرست. كلية أمهرست كان عند إنشائها للذكور فقط، وصارت جامعة مشتركة للذكور والإناث عام 1975.